# Opitsah: Apache for Sweetheart
Opitsah: Apache for Sweetheart è un cortometraggio muto del 1912 diretto da Colin Campbell.

## Produzione
Il film fu prodotto dalla Selig Polyscope Company.

## Distribuzione
Distribuito dalla General Film Company, il film - un cortometraggio di una bobina - uscì nelle sale cinematografiche statunitensi il 16 dicembre 1912. Fu distribuito anche nel Regno Unito il 13 marzo 1913.